# Cleopatra V
Cleopatra V Tryphaena was, als dochter van Ptolemaeus IX Soter II van Egypte en een koninklijke concubine, een Ptolemaeïsche koningin. Ze was vermoedelijk de moeder van Cleopatra VII, samen met Ptolemaeus XII Neos Dionysos, en is waarschijnlijk ook de moeder van Cleopatra VI en Berenice IV. Ze werd samen met haar dochter Berenice IV co-regent toen haar echtgenoot in 58 v.Chr. uit Alexandrië verdreven was. Ze regeerde slechts één jaar samen, daar ze het volgende jaar al overleed, waarop haar dochter alleen heerste over Egypte.

## Verwijzingen
- In artikel Cleopatra III wordt ze als haar dochter genoemd samen met Ptolemaeus VIII Euergetes II.
- In de stamboom in artikel Ptolemaeën wordt ze aangemerkt als dochter van Ptolemaeus X Alexander I en Berenice III
- In dit artikel dus als dochter van Ptolemaeus IX Soter II en een concubine.